# Policía de Parques de Estados Unidos
La Policía de Parques de Estados Unidos (en inglés: United States Park Police) es una de las más antiguas agencias federales de policía uniformadas de Estados Unidos. Como fuerza de seguridad sus responsabilidades y jurisdicción recaen en aquellas áreas que competen al Servicio de Parques Nacionales, situadas principalmente en Washington D. C., San Francisco, Nueva York y otros territorios que son de propiedad del Gobierno de Estados Unidos. La Policía de Parques es uno de los pocos departamentos de policía del gobierno federal que posee autoridad tanto a nivel federal como estatal. Además de realizar las funciones normales de prevención, investigación y detención de delitos propios de un cuerpo de policía de ámbito urbano, la Policía de Parques es responsable de vigilar casi todos los monumentos famosos de Estados Unidos.
La Policía de Parques comparte jurisdicción con otra fuerza de seguridad, los National Park Service Law Enforcement Rangers, particularmente en aquellas tierras que están controladas por el Servicio de Parques Nacionales, con los mismos poderes y responsabilidades que competen a una fuerza del orden. La agencia también ofrece protección al Presidente, al Secretario del Interior y a los dignatarios visitantes. La Policía de Parques es una iniciativa del Servicio de Parques Nacionales, que es una agencia del Departamento del Interior. A fecha del 8 de abril de 2022 la Policía de Parques contaba con 494 agentes.

## Historia

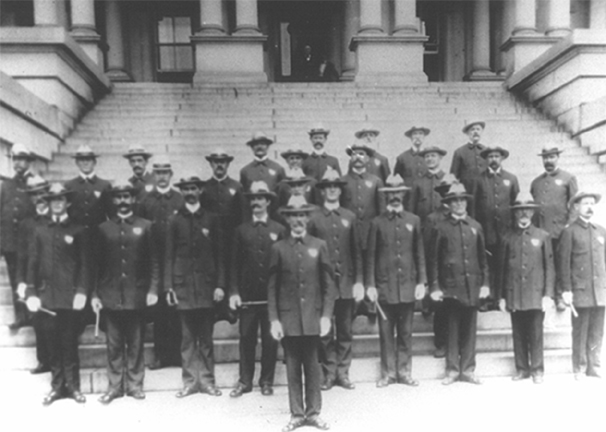
Policía de Parques de Estados Unidos a principios del.

La Policía de Parques de Estados Unidos cuenta con una larga y colorida historia. Conocidos anteriormente como Park Watchmen (Vigilantes de Parques), han estado ofreciendo continuamente sus servicios en los parques más antiguos del Distrito de Columbia desde los primeros días de la creación de dicha ciudad. La jefatura del cuerpo ha pasado por una larga sucesión de entidades federales, predecesoras tanto del Departamento del Interior (creado en 1849) como del Servicio de Parques Nacionales (creado en 1916). Desde sus modestos comienzos la Policía de Parques ha crecido hasta pasar a ser una agencia de policía de gran prestigio.
La historia de la Policía de Parques de Estados Unidos está intrínsecamente ligada a los primeros años formativos de la Capital de Estados Unidos. Siguiendo un mandato del Congreso Continental, en 1791 el presidente George Washington nombró la primera junta de síndicos, llamada "Comisionados". Estos tres comisionados implementaron unos planes para que se desarrollara un nuevo distrito en la confluencia de la Rama Este (Anacostia) y en el río Potomac, que se convertiría en la sede del Gobierno de Estados Unidos. Además de proporcionar edificios adecuados para el Congreso, el presidente y otros departamentos dentro del gobierno, eran responsables de la protección y el cuidado de todas las propiedades públicas. Con este fin se contrataron vigilantes para salvaguardar los edificios y terrenos públicos recién adquiridos. Dado que el Servicio de Parques Nacionales es el sucesor legal de la oficina original de los comisionados con respecto a la función de los parques de la capital nacional, la Policía de Parques de Estados Unidos también puede rastrear su linaje funcional hasta los primeros vigilantes.
En 1802 se abolió la oficina de los Comisionados Federales y sus deberes se confirieron a un Superintendente de Edificios Públicos y Terrenos Públicos. En 1816 las responsabilidades del superintendente se transfirieron a un comisionado que daba parte directamente al Presidente.
Inicialmente había un vigilante de servicio en la Mansión Ejecutiva, que más tarde se conocería como la Casa Blanca, y otro en el Capitolio. En 1827 el número de vigilantes en el Capitolio se amplió a 4. Un año después, por una ley del Congreso, los vigilantes del Capitolio se separaron y se diferenciaron de los que estaban bajo la dirección del Comisionado de Edificios Públicos, dando parte a los presidentes de la Cámara de Representantes y del Senado. El Departamento del Interior fue creado en 1849 y asumió el control del sistema de parques de la Capital de la Nación hasta 1867, cuando esta responsabilidad pasó al Ingeniero Jefe del Ejército de Estados Unidos. Durante el mandato de los militares la supervisión de las operaciones diarias se delegaba en un oficial en servicio activo, normalmente un Mayor o un Coronel. Sus responsabilidades como oficial a cargo de los Edificios y Terrenos Públicos incluían la supervisión de los vigilantes del parque. El cuerpo en aquel momento estaba compuesto por 2 vigilantes asignados a la Mansión Ejecutiva, 5 en el Smithsonian Grounds (el edificio del "castillo" del Smithsonian se construyó entre 1847 y 1857) y 1 en Franklin Square.
Esta oficina fue reemplazada en 1925 por una agencia nueva e independiente, Edificios Públicos y Parques Públicos de la Capital Nacional, encabezada por un director que una vez más informaba directamente al Presidente. Uno de los 3 directores en ocupar ese cargo fue el Teniente Coronel Ulysses S. Grant, III, nieto del célebre General de la Guerra de Secesión y 18° presidente de Estados Unidos, Ulysses S. Grant.
La oficina de Edificios Públicos y Parques Públicos de la Capital Nacional fue absorbida por la recién designada Oficina de Parques Nacionales, Edificios y Reservas. Un año más tarde este engorroso nombre fue revertido de nuevo por el de "Servicio de Parques Nacionales", una agencia dentro del Departamento del Interior. La Policía de Parques volvieron a ser una vez más empleados del Departamento del Interior, sus predecesores mantuvieron esa distinción entre 1849 y 1867.

### Vehículos
La Policía de Parques adquirió su primer automóvil en 1929. Para 1932 se habían incorporado a su flota un total de 6 automóviles, todos ellos de la marca Ford. Fiel a la norma de esa época temprana, los primeros automóviles que se pusieron en servicio eran de color negro. A excepción de un período de los años 40 en el que eran de un tono gris plateado con un emblema triangular en el lateral, el negro fue el color elegido hasta mediados de 1960 cuando se introdujeron los vehículos patrulla de color verde claro.
En cooperación con el Departamento de Transporte de Estados Unidos, la Policía de Parques pasó a ser la primera agencia de policía en utilizar vehículos equipados con un airbag, el llamado "sistema de retención por cojín de aire". La Fuerza recibió 25 coches patrulla de color verde oscuro en 1973 para el propósito de este estudio. Al finalizar el programa el director Jerry Wells decidió adoptar el distintivo tono verde oscuro para todos los vehículos de la Policía de Parques.
Otra innovación automotriz que atrajo la participación de la Policía de Parques fue un programa de combustible alternativo. En 1979 y 1980 se modificaron unos 20 coches patrulla para que funcionaran únicamente con propano. La conversión, iniciada por el agente Mike Foster, se desarrolló como una medida de conservación y ahorro de costos. Se equiparon varias subestaciones con depósitos y tanques de propano para suministrar combustible a los automóviles reformados. Estos vehículos especialmente equipados solo podían recorrer unos 180 km antes de que necesitaran de un nuevo repostaje. Un segundo inconveniente fue una reducción dramática en el espacio del maletero para poder colocar el depósito de combustible suplementario.
A medida que la crisis energética de 1970 paso a formar pasee de un recuerdo cada vez más lejano, el programa de propano con sus muchos inconvenientes dejó de estar de moda casi tan rápido como había comenzado. Los automóviles que funcionaban con propano se retiraron gradualmente de la flota de vehículos del departamento al mismo tiempo que se adoptaba un nuevo color para los patrulla a mediados de 1980. En 1983 la Policía de Parques comenzó a incorporar paulatinamente los patrulleros blancos como parte de una transición en todo el Servicio de Parques Nacionales. A finales de 1980 todos los vehículos verde oscuro habían desaparecido de la cobertura principal.

### Historia de los uniformes
Los miembros de la Fuerza se uniformaron por primera vez en 1900. El Mayor Theodore A. Bingham, el agente a cargo de los edificios y terrenos públicos, razonó justificadamente que "permitiría encontrar más fácilmente a los vigilantes en caso de que se requiriera asistencia policial". Antes de esto los agentes solo ostentaban insignias, porras y silbatos en virtud de una ley de apropiación del Congreso aprobada en 1880.
El primer uniforme oficial era de color verde oscuro, diseñado a partir de la apariencia propia de los guardabosques Alemanes. Vestían una chaqueta de tres cuartos junto con un medio cinturón en la zona dorsal y 5 botones de hueso marrón en la parte delantera. Los pantalones tenían una raya negra trenzada en la costura exterior de cada pierna. Los galones para Sargentos eran de diseño militar para esa época y se usaban en ambas mangas con la punta de la "V" mirando hacia abajo.
Un problema imprevisto con el uniforme verde oscuro original hizo que se desvaneciera rápidamente. En 1903 se mantuvo el mismo diseño básico con un cambio de color, del verde al azul oscuro. En ese entonces los botones del abrigo eran de latón con las letras "U.S." ensartadas prominentemente en el centro y rodeado por las palabras "Park Police". Un sombrero Stetson de fieltro gris con ala ancha pasó a formar parte del tocado autorizado oficialmente.
A partir de 1912 los uniformes y demás equipamiento necesario, incluyendo los revólveres, se proporcionaron a los vigilantes a expensas del gobierno. Antes de ese momento los agentes eran responsables de comprar sus propias armas o prescindir de ellas. En junio de 1922, durante una audiencia en el Senado, el Coronel Sherrill expresó la opinión de que equipar a sus hombres era "un arreglo muy ventajoso, porque de esa manera puedo ver que están perfectamente uniformados".
El tocado estándar se había convertido en un sombrero redondo en 1913 y permaneció en uso hasta aproximadamente 1932, cuando fue reemplazado por el estilo de "8 puntos". Se usaba un cuello blanco almidonado dentro de una casaca abotonada que mostraba unos ornamentos de cuello con las siglas "U.S.P.". Los pantalones cortos y holgados fruncidos en las rodillas, conocidos como "pantalones bombachos", se sujetaban con tirantes. Los calcetines altos y los pantalones bombachos de los agentes que iban en bicicleta dieron paso gradualmente a las polainas y pantalones de cuero a medida que las motocicletas ganaban popularidad como vehículos patrulla.
A finales de 1920 se comenzaron a usar camisas grises de manga larga de algodón de alta gramaje para que las usaran durante todo el año. Se decía que eran particularmente incómodas en los meses de verano y siempre necesitaban ser presionados. Se advirtió a los agentes que protegieran la ropa exterior del uniforme de lana azul del daño de las polillas. Esta tela fue reemplazada a finales de 1940 por un material duradero con tejido de sarga.
El primer parche en el hombro en hacer su aparición fue la "rueda alada", portada por los agentes de la unidad de motocicletas a finales de 1920. Los agentes montados a caballo adoptaron su propio parche de unidad especializada en una fecha posterior. Antes de 1940 la fuerza no llevaba ningún parche en el uniforme.
Desde 1930 hasta 1950 las galones de Cabo y Sargento se mostraban con los chebrón apuntando hacia arriba. Sin embargo, el jefe Harold F. Stewart ordenó que las rayas de los Sargentos se invirtieran una vez más para que apuntaran hacia abajo junto con el próximo cambio de estilo del uniforme.
La más dramática revisión de los uniformes para la Policía de Parques ocurrió en 1960. La conversión al nuevo estilo llegó a completarse en enero de 1961 cuando toda la Fuerza lució su nuevo uniforme para la toma de cargo del Presidente Kennedy. Incorporaron pantalones negros con una raya azul en el exterior de cada pierna, camisas celeste y un sombrero Pershing. La blusa, de corte marinero, se convirtió en la prenda exterior de primavera y otoño. En 1973 las chaquetas "Blauer" reemplazaron el abrigo cruzado como ropa de invierno. Ese año también se introdujeron el estilo actual de corbatas y tachuelas, junto con botas de paracaidista para los agentes que se desplazaban con scooter.
Las mujeres ocuparon puestos no uniformados hasta principios de 1970 con el nombramiento de Judy Schuster y Paulette Tubbs. Inicialmente llevaban un sombrero que estaba inspirado en la gorra de las Navy WAVES (siglas de Women Accepted for Volunteer Emergency Service o Mujeres Aceptadas para el Servicio Voluntario de Emergencia), una corbata cruzada, una blusa y una falda; pero en los años siguientes se pasaron gradualmente al uniforme estándar que usaron sus homólogos masculinos.
En 1989 la revista Law and Order anunció los ganadores del programa de premios "Departamento de Policía Mejor Vestido", patrocinado por la Asociación Nacional de Fabricantes y Distribuidores de Uniformes. Un panel de jueces hizo sus selecciones sobre la base de la proyección de imágenes, el reconocimiento inmediato, el reflejo de la autoridad y el profesionalismo del departamento, la practicidad para el trabajo policial, la protección contra las inclemencias meteorológicas y las agresiones físicas, las políticas que exigen uniformes y una apariencia estándar, y las inspecciones periódicas.

### Historia del parche
Aunque ha habido una variedad de parches de unidades especializadas a lo largo de los años, la Policía de Parques de Estados Unidos solamente ha tenido tres diseños básicos de parches bordados en los uniformes a lo largo de su historia. El primero tenía una forma triangular de diseño sencillo, con un fondo negro en el que ponía escrito en letras amarillas "U.S. Park Police", rodeadas por un borde amarillo. Este parche hizo su aparición en 1940 y se usó exclusivamente en prendas exteriores pero no en las camisas del uniforme.
La transición a la segunda insignia del hombro ocurrió a principios de 1951. El parche se fabricó inicialmente en forma rectangular y estaba destinado a colocarse en abrigos, blusas y en los suéteres del uniforme, con cada esquina doblada hacia abajo, ya que estaba adherida para que presentase una apariencia octogonal. Las versiones posteriores fueron recortadas en base a esas especificaciones y presentaban el sello oficial del águila de Estados Unidos sobre un fondo azul oscuro. Estaba destinado a mezclarse con el azul del uniforme, para dar la ilusión de un diseño bordado directamente en la prenda cuando se ve desde lejos. Poco después de la introducción del parche se ampliaron nuevos atuendos, como la inclusión de la camiseta del uniforme.
El actual parche de hombro se adoptó junto con un cambio de diseño fundamental del uniforme implementado en 1960. Incorporaba la misma forma básica y emblema que la versión anterior, sobre un fondo blanco y un borde fino azul oscuro para las camisas y abrigos del uniforme. En la blusa del uniforme de gala se muestra una insignia idéntica, con la excepción de un fondo de fieltro de lana blanca y un borde azul claro.

## Autoridad
Esta fuerza de seguridad trabaja como una unidad del Servicio de Parques Nacionales con jurisdicción en todos los parques federales. Los agentes de la Policía de Parques de Estados Unidos están asignados en las áreas metropolitanas de Washington D. C., la ciudad de Nueva York y San Francisco, y se dedican a investigar y detener a personas sospechosas que tengan intención de cometer algún delito contra Estados Unidos. Los agentes también realizan servicios para muchos eventos notables que se llevan a cabo en los parques nacionales. La Policía de Parques puede efectuar un arresto sin necesidad de interpelar una orden judicial en cualquier unidad del Sistema de Parques Nacionales, el Distrito de Columbia y los alrededores del Distrito de Columbia.

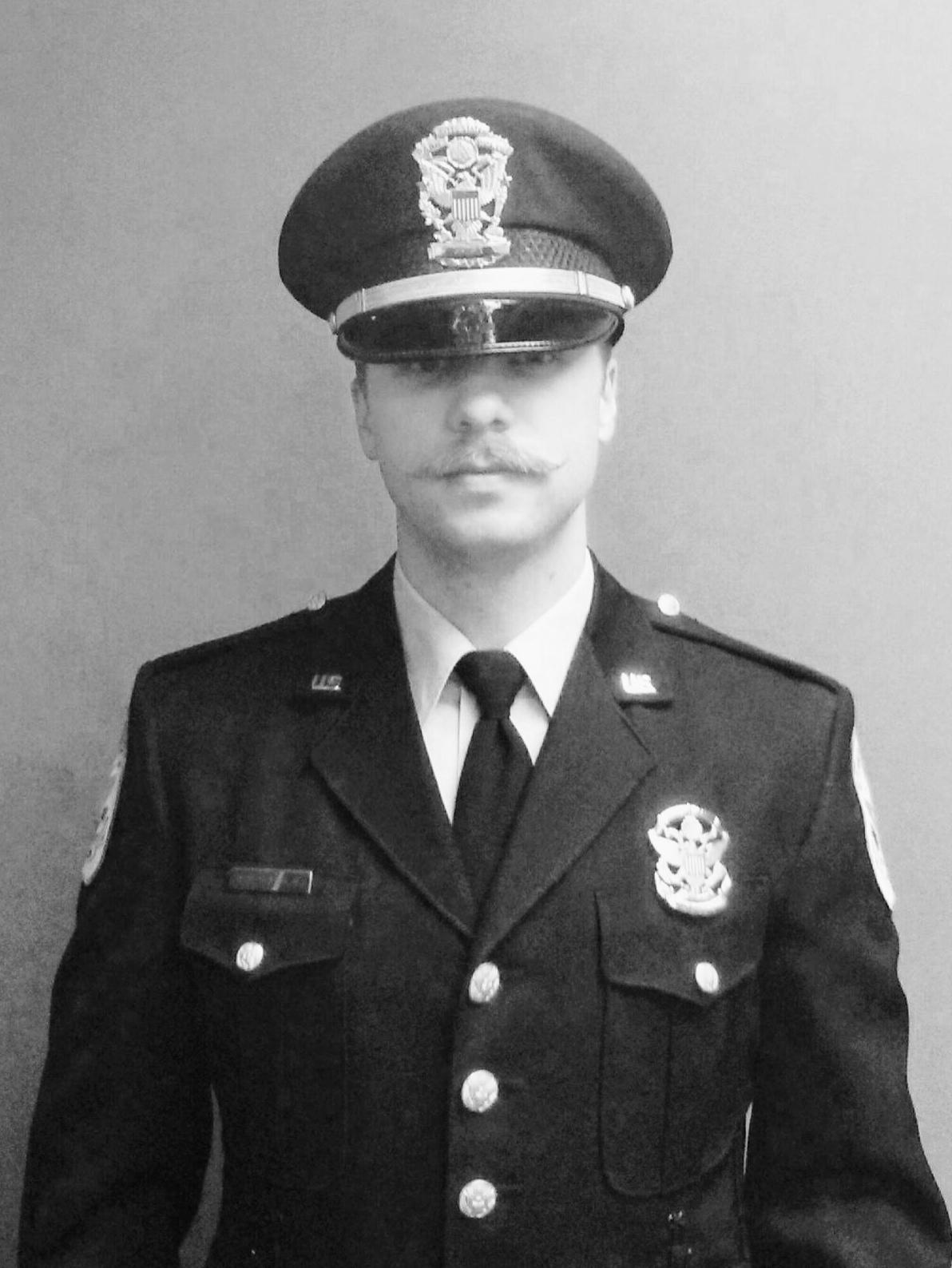
Agente de la Policía de Parques de Estados Unidos con blusa de vestir de Clase A.

La Policía de Parques tiene autoridad para seguir a un vehículo fuera de su jurisdicción si la infracción se ha cometido dentro del parque. De acuerdo con la política de la Policía de Parques, la fuerza letal solo puede emplearse cuando existe "peligro inminente de muerte o lesiones corporales graves".
En Virginia los agentes de la Policía de Parques se les ha provisto de poderes de Conservadores de la Paz, como se establece en el 19.2-12 del Código de Virginia, con poderes y deberes previstos en el 19.2-18 del Código de Virginia. En Washington D. C. los agentes de la Policía de Parques tienen los mismos poderes y deberes que la Policía Metropolitana de D.C. Los agentes de la Policía de Parques poseen autoridad de arresto limitada en el estado de Maryland. La Policía de Parques de Estados Unidos tiene autoridad para efectuar arrestos a nivel estatal en Nueva York [CPL 2.15 parte 9 del estado de Nueva York] y autoridad para efectuar arrestos estatales en Nueva Jersey [Código de Nueva Jersey 2A: 154-6]. En California los poderes de arresto se están previstas según la Sección 830.8 del Código Penal de California. Estos poderes estatales de arresto se suman a los poderes que tienen los agentes federales. La Policía de Parques de Estados Unidos básicamente hace cumplir las leyes, incluyendo, entre otras cosas, el Título 36 del Código de Regulaciones Federales y otros estatutos federales como la 16 USC y la 18 USC, así como las leyes estatales y locales.

### Distritos
La Policía de Parques de Estados Unidos opera estaciones (o comisarías) de distrito para patrullar en las áreas metropolitanas de la ciudad de Nueva York, San Francisco y Washington D. C.
Los agentes de la Policía de Parques están a cargo de proteger íconos nacionales tales como la Estatua de la Libertad, el Monumento a Washington, el Monumento a Lincoln, el Monumento a Jefferson y otros monumentos y memoriales conocidos. Esto lo hacen a través de la División de Seguridad Nacional, que consta de la Unidad de Inteligencia/Contraterrorismo, la oficina de campo de Nueva York y la Rama de Protección de Iconos, que consta de la Estación del Distrito Central y las Fuerzas Especiales.

### Unidades especializadas

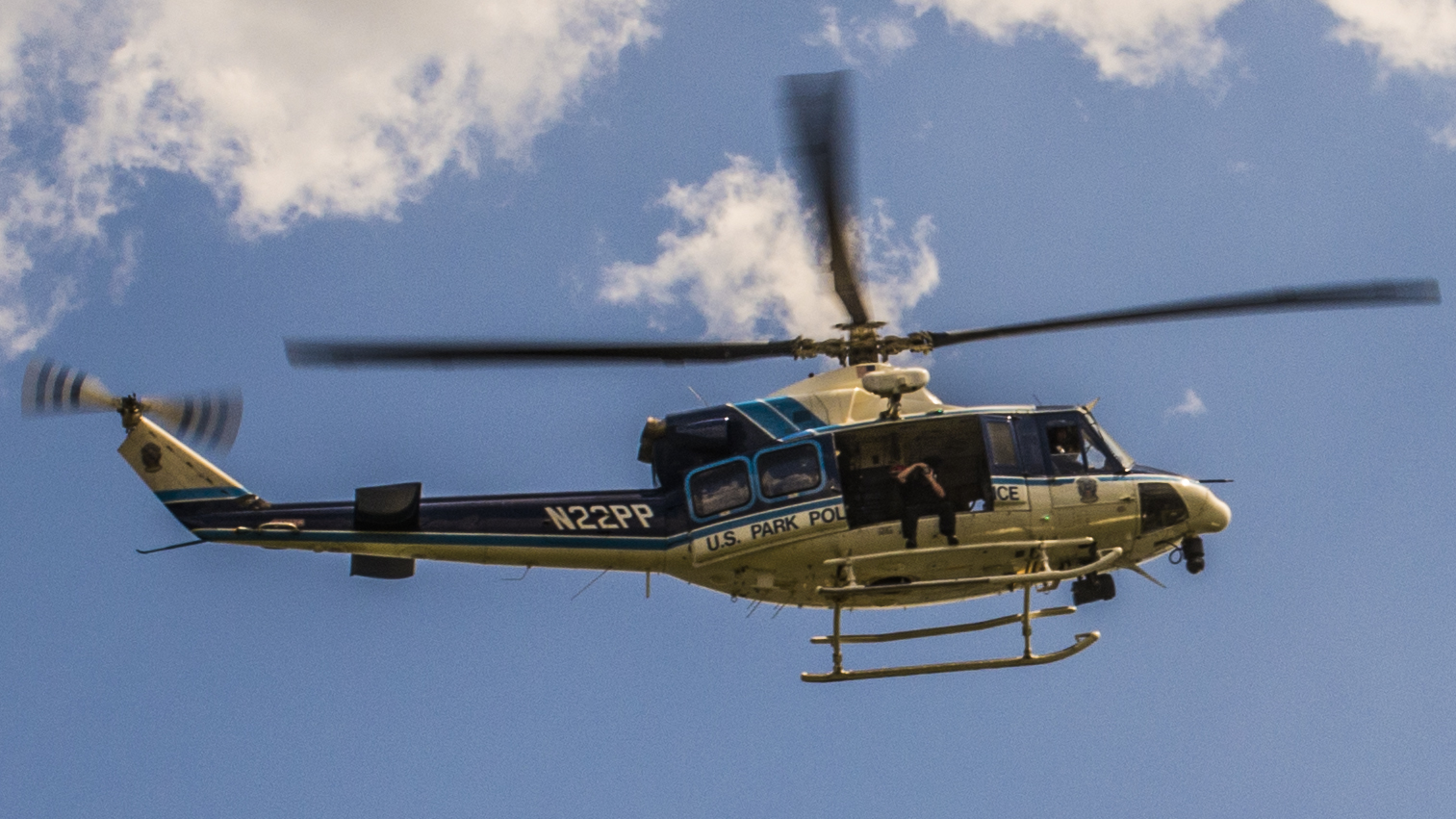
Helicóptero de la Policía de Parques de Estados Unidos en Washington D. C. el 24 de agosto de 2013

La Policía de Parques de Estados Unidos cuenta con una Unidad Marítima, una Unidad de Aviación, un Equipo de Armas y Tácticas Especiales (SWAT), una Unidad Canina, una Unidad de Motocicletas, una Unidad de Eventos Especiales, una Unidad de Seguridad Vial, una Unidad Montada a Caballo y una Rama de Investigaciones Criminales.

## Personal ejecutivo

### Oficina del Director
El propósito fundamental del Servicio de Parques Nacionales es "conservar el paisaje y los objetos naturales e históricos, así como la vida silvestre que alberga, ofreciendo la máxima comodidad para la recreación de los mismos, de tal manera que se mantengan intactos para el disfrute de generaciones futuras”.
La Policía de Parques de Estados Unidos (conocida también como la Fuerza) es una entidad del Servicio de Parques Nacionales con la responsabilidad de ofrecer servicios policiales en áreas designadas dentro del Servicio de Parques Nacionales y otros lugares que se requieran. Este cuerpo de seguridad previene y detecta actividades delictivas; además de realizar investigaciones y detener a personas sospechosas que pueden tener intención de cometer algún delito contra las leyes federales, estatales y locales. Está compuesta por la División de Servicios, la División de Seguridad Nacional y la División de Operaciones de Campo.
La Policía de Parques de Estados Unidos ha estado en servicio protegiendo los Parques Federales durante más de 200 años, desde que fue creada en 1791 por el primer Presidente George Washington. Es la fuerza policial federal uniformada más antigua y es una unidad del Servicio de Parques Nacionales con jurisdicción en todas las áreas del Servicio de Parques Nacionales y de otros terrenos federales y estatales, y actúa como intermediario de los parques urbanos del Servicio de Parques Nacionales y la sociedad y los símbolos de democracia más preciados de Estados Unidos.
La Fuerza brinda servicios de seguridad policial en las áreas designadas que se hallan dentro de la jurisdicción del Servicio de Parques Nacionales (principalmente las áreas metropolitanas de Washington, D.C., la ciudad de Nueva York y San Francisco) y a través de los esfuerzos de agentes de policía altamente cualificados que trabajan desinteresadamente para prevenir y detectar cualquier actividad criminal; realizar investigaciones; detener a personas sospechosas que puedan cometer delitos contra las leyes federales, estatales y locales; brindar protección al presidente de Estados Unidos y a los dignatarios visitantes; proporcionar servicios de protección a algunos de los monumentos, memoriales y eventos especiales más reconocibles del mundo; y garantizar que los visitantes de estas áreas tengan garantizados sus derechos constitucionales a la libertad de expresión y a la asamblea legal. Los agentes defienden estos símbolos de democracia, lo que representan y a quienes los visitan, aceptando el deber y responsabilidad hacia aquellos a quienes sirven y proteger las libertades civiles.

### Oficina de Responsabilidad Profesional
El Comandante de la Oficina de Responsabilidad Profesional dirige, coordina y supervisa la Oficina de Planificación y Control Interno, la Unidad de Relaciones Laborales y de Empleados, Reclamaciones por Daños y la Unidad de Asuntos Internos.

#### Oficina de Planificación y Control Interno
El Comandante de la Oficina de Planificación y Control Interno supervisa la Unidad de Planificación y Desarrollo, y la Unidad de Auditorías y Evaluaciones.
La Unidad de Planificación y Desarrollo es responsable de la revisión, formulación y desarrollo de las políticas y procedimientos necesarios para asegurar la operación eficiente de la Fuerza. Estas revisiones incluyen un análisis de los procedimientos existentes, consultas con varios expertos en la materia, investigación para el desarrollo de nuevos procedimientos y el impacto de las restricciones, directrices, políticas o limitaciones legales impuestas desde el exterior.
La Unidad de Planificación y Desarrollo mantiene un vínculo estrecho con otros grupos profesionales encargados de velar por el cumplimiento de la ley y coteja una amplia variedad de publicaciones sobre seguridad para mantenerse al tanto de las últimas tendencias en la gestión policial. Otras de las responsabilidades que competen a la Unidad incluyen la revisión de formularios, investigaciones legal, estudios especiales, Memorandos de Entendimiento y solicitudes en virtud de la Ley de Libertad de Información.
La Unidad de Asuntos Internos investiga a los agentes de Policía de Parques y a civiles por supuestos casos o indicios de mala conducta, violaciones de las normas o infracciones de las órdenes o directivas generales de dicho cuerpo. Las investigaciones pueden ser impulsadas a partir de la información recibida dentro de la Fuerza o por parte del público. La Unidad de Asuntos Internos sirve de enlace entre la administración de la Policía de Parques y la Orden Fraternal de Policía para garantizar que se cumplan las normas y reglamentos federales. Además, la Gestión de Relaciones con los Empleados (un campo de especialidad de recursos humanos) brinda orientación a los gerentes del cuerpo con respecto a las leyes y reglamentos federales de contratación.

## Jurisdicción y Autoridad
La Policía de Parques de Estados Unidos está acuartelada en 3 áreas geográficas de Estados Unidos y puede efectuar un arresto sin emitir una orden judicial en cualquier unidad del Sistema de Parques Nacionales, el Distrito de Columbia y los alrededores del Distrito de Columbia "... entendiéndose como abarcando los condados de Arlington, Fairfax, Loudoun, Prince William y Stafford y la ciudad de Alexandria en Virginia, y los condados de Prince Georges, Charles, Anne Arundel y Montgomery en Maryland; el condado de Frederick (Maryland); la ciudad de Nueva York y los condados de Nassau, Suffolk y Westchester en Nueva York; los condados de Monmouth, Hudson, Essex, Union, Bergen, Middlesex y Ocean en Nueva Jersey; la ciudad y el condado de San Francisco, California, y los condados de Marin y San Mateo en California.

### Autoridad policial de los Park Watchmen
La autoridad policial de los primeros Park Watchmen (Vigilantes de Parques) se limitaba a los arrestos realizados dentro de las reservas gubernamentales. Sin embargo, esta no era su única responsabilidad, como se describe en el informe anual de 1879 del Teniente Coronel Thomas L. Casey al Secretario de Guerra:

Cada reserva que contenga una estatua, una cabaña, una fuente, jarrones ornamentales y fuentes para beber requiere un vigilante, no solo para preservar las propiedades de posibles daños, sino también para hacer reparaciones menores en las aceras y céspedes, para mantener los caminos y jardines libres de papeles, virutas y otros desperdicios... y también para preservar el orden y proteger a quienes por casualidad visiten las plazas para su placer y comodidad personal.

El Congreso legisló en 1880 que los vigilantes de parques recibieran los mismos poderes y deberes que la Policía Metropolitana. Esta autoridad fue codificada en 1882, otorgando a los miembros de la Fuerza amplios poderes policiales que se extienden más allá de los confines de los límites del parque para incluir todo el Distrito de Columbia. Desde ese momento los vigilantes recibieron insignias, porras y silbatos, y se los conoció comúnmente como "Park Police" (Policía de Parques), aunque esta designación no se hizo oficial hasta muchos años después. Sus expectativas laborales estaban cambiando de una posición generalista a una más centrada, casi exclusivamente en asuntos relacionados con el ámbito policial.
Esto es evidente en la caracterización de la Fuerza por parte del Mayor Thomas W. Symons en 1903:

Deseo llamar especialmente la atención sobre los vigilantes de parques, cuya fuerza es denominada inapropiadamente, es inadecuada en cuanto a número de empleados y no está suficientemente pagada. La designación de vigilantes no describe los miembros de esta fuerza y sus deberes. Son estrictamente policías, con todos los poderes de la policía regular, y su deber es mantener un control policial adecuado sobre los parques. Esto requiere una gran delicadeza, por un lado, al tratar con mujeres y niños, y, por el otro, el trabajo policial más rudo y peligroso al tratar con matones y delincuentes de toda clase. El deber de estos hombres no es simplemente vigilar los parques, sino también proteger a personas respetables, especialmente a mujeres y a niños, en su pleno disfrute y sin ser molestados por hombres peligrosos y mujeres disolutas.

Deseando obtener un mayor respeto por sus agentes a los ojos del público, el Mayor Thomas W. Symons solicitó la designación oficial de "Policías de Parques": 

Sería una satisfacción para los hombres de la fuerza y les ayudaría en el desempeño de sus funciones ser designados como policías, ya que los delincuentes a veces son reacios a ser advertidos por los vigilantes y cuestionan la autoridad de un vigilante a la hora de hacer un arresto, ya que generalmente se supone que nadie más que los policías tienen autoridad para hacerlo.

Este refrán se repitió en muchas ocasiones durante los años siguientes hasta el 5 de diciembre de 1919, cuando, en virtud de una ley del Congreso, la Fuerza se denominó legalmente "United States Park Police" (Policía de Parques de Estados Unidos). En adelante, el término "Watchmen" (Vigilantes) designaba puestos de guardia. Con la inauguración en 1932 del Arlington Memorial Bridge y la finalización del Mount Vernon Memorial Highway en el lado de Virginia del Potomac, la autoridad y la responsabilidad de la Policía de Parques se expandieron de la jurisdicción local a la regional.

## Unidades especializadas
Todos los agentes de la Policía de Parques de Estados Unidos comienzan sus carreras como agentes de patrulla, pero tienen la oportunidad de promocionarse a unidades especializadas. La Policía de Parques dispone de una Unidad Marítima, una Unidad de Aviación, un Equipo de Armas y Tácticas Especiales (SWAT), una Unidad Canina, una Unidad de Motocicletas, una Unidad de Eventos Especiales, una Unidad de Seguridad Vial, una Unidad Montada a Caballo y una Rama de Investigaciones Criminales.
La mayoría de las unidades exigen que los agentes cuenten con un mínimo de 3 años de antigüedad en la Policía de Parques de Estados Unidos antes de poder postular a las vacantes internas.

### Unidad de Aviación

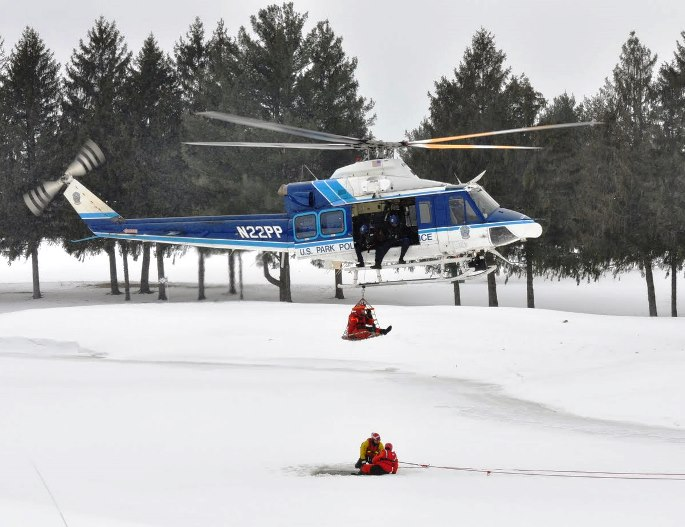
Ejercicio de rescate de la Unidad de Aviación de la Policía de Parques.

La génesis de la Unidad de Aviación de la Policía de Parques de Estados Unidos tuvo sus inicios en abril de 1973 y fue puesta bajo el mando del Teniente Richard T. Chittick. Esta unidad comenzó con un Bell 206B JetRanger y una plantilla de 3 Pilotos y 3 Técnicos de Rescate con base en la Estación Aeronaval de Anacostia, en un espacio compartido con la Rama de Aviación del Departamento de Policía Metropolitano del Distrito de Columbia. En 1975 se añadió un segundo helicóptero, un Bell 206B-3 JetRanger, y la Unidad se trasladó a la Base Aérea de Andrews.
En 1976 la Unidad de Aviación se trasladó a sus instalaciones actuales en Anacostia Park, el "Nido del Águila". En 1983 el Bell 206B-3 JetRanger se actualizó por un Bell 206L-3 LongRanger. Su primer helicóptero bimotor, un Bell 412SP, y el tercer helicóptero con la designación "Eagle One", se pusieron en servicio en enero de 1991. La Unidad aumentó su personal actual y en enero de 1994 empezó a brindar cobertura las 24 horas del día.
En agosto de 1999 la Unidad recibió su segundo helicóptero bimotor, un Bell 412EP. Este pasó a ser el cuarto helicóptero en la historia de la Unidad en llevar la designación "Eagle One" y el mismo número de registro que el de un avión anterior cuya tripulación efectuó el rescate de las víctimas después de que acaeciese el accidente del vuelo 90 de Air Florida.
De entre las misiones que conciernen a la Unidad de Aviación de la Policía de Parques están el apoyo aéreo, la evacuación médica, búsqueda y rescate, transporte de prisioneros de alto riesgo y seguridad presidencial y de dignatarios. La Unidad de Aviación ha brindado servicios profesionales de aviación sin accidentes durante más de 28 años. Esto se debe a la dedicación de las tripulaciones de vuelo, el apoyo interno y externo de la Fuerza y el equipo de última generación utilizado en el desempeño de sus funciones.

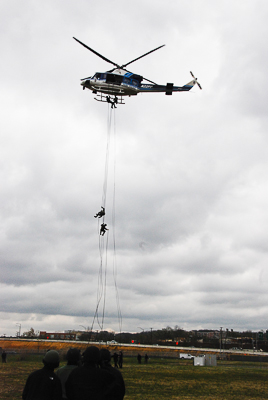
La Unidad de Aviación de la Policía de Parques realiza un ejercicio de entrenamiento con el Equipo SWAT.
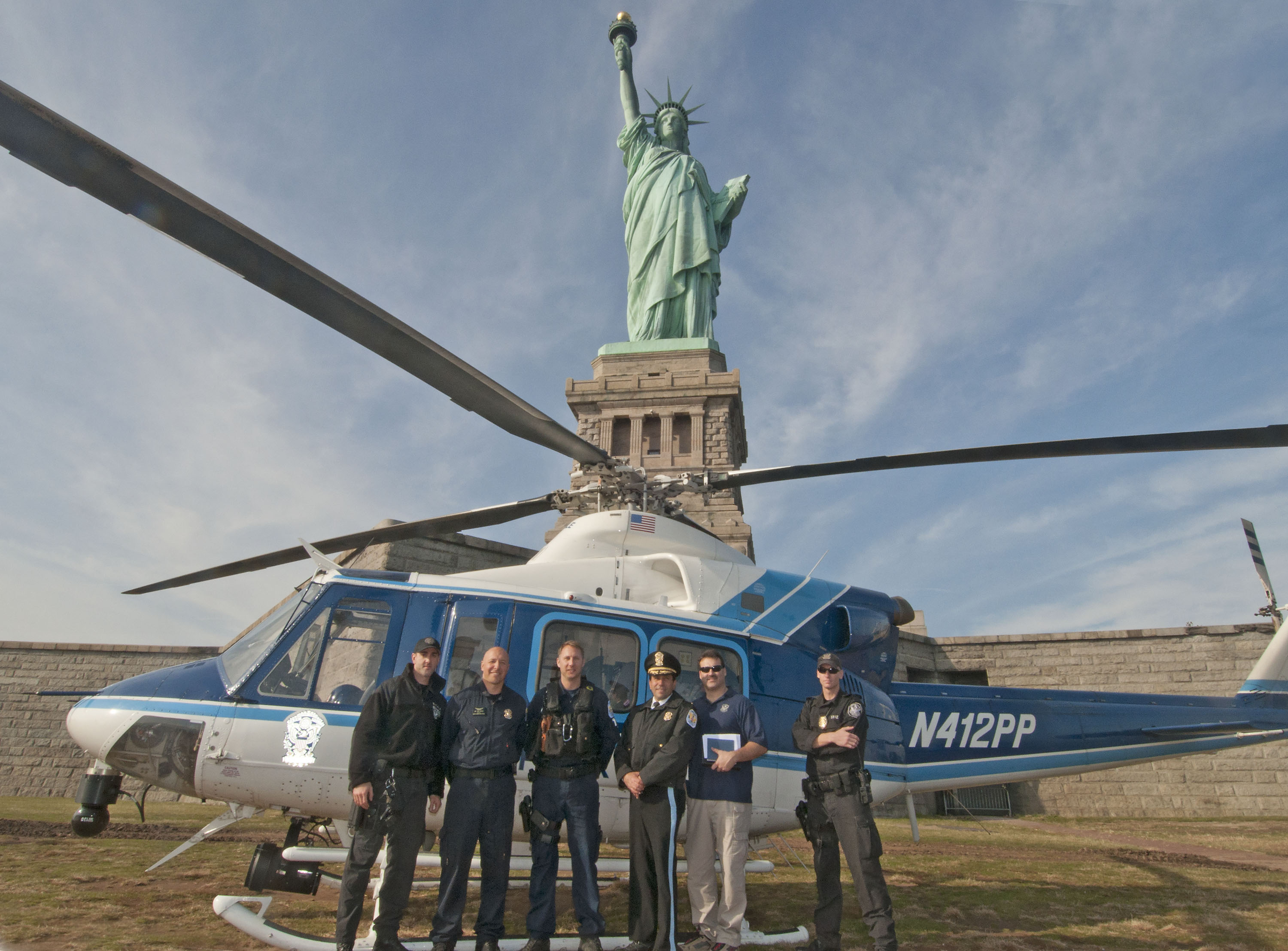
La Unidad de Aviación de la Policía de Parques en la Estatua de la Libertad.
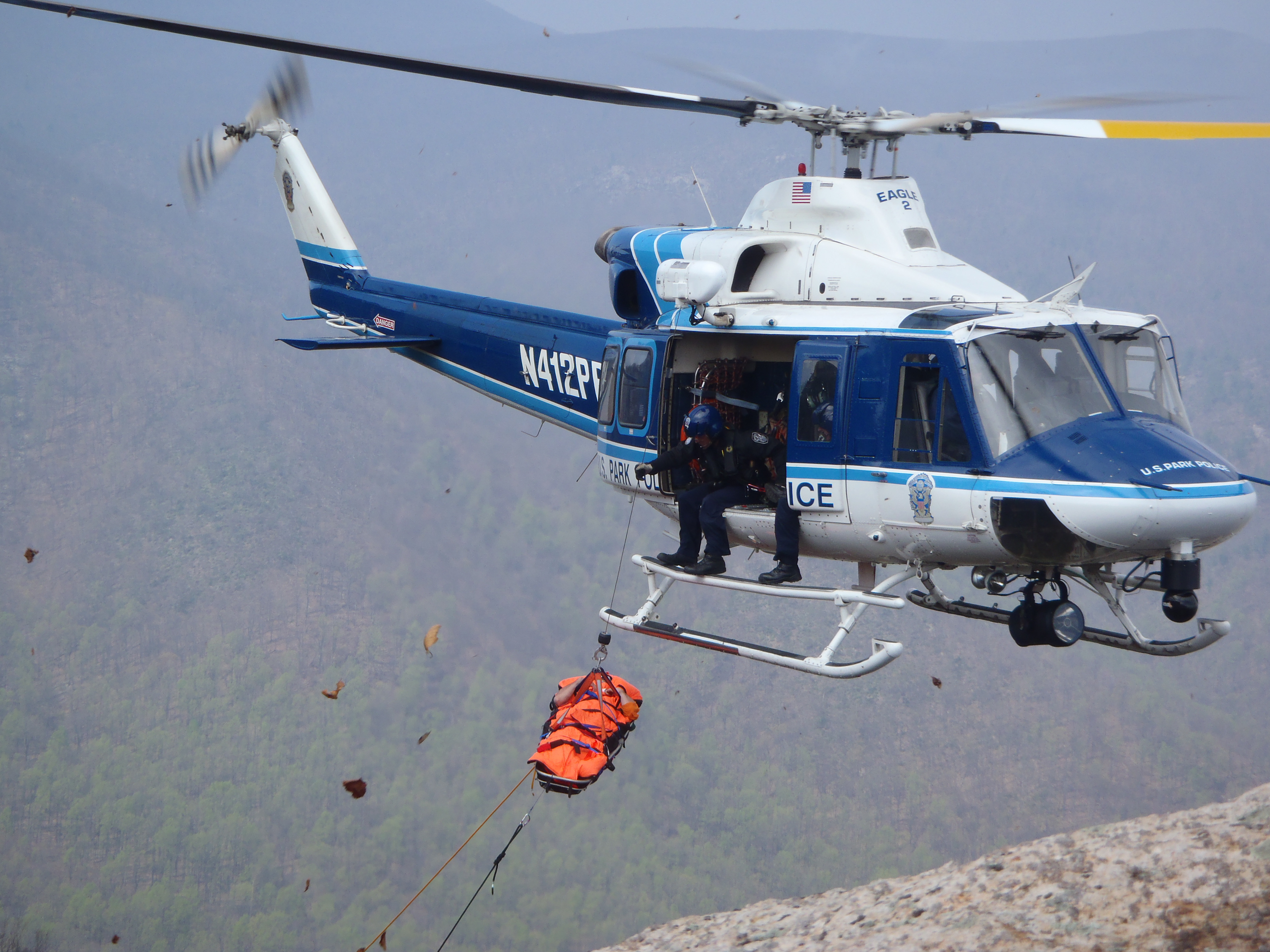
La Policía de Parques realiza operaciones de rescate en Old Rag Mountain.
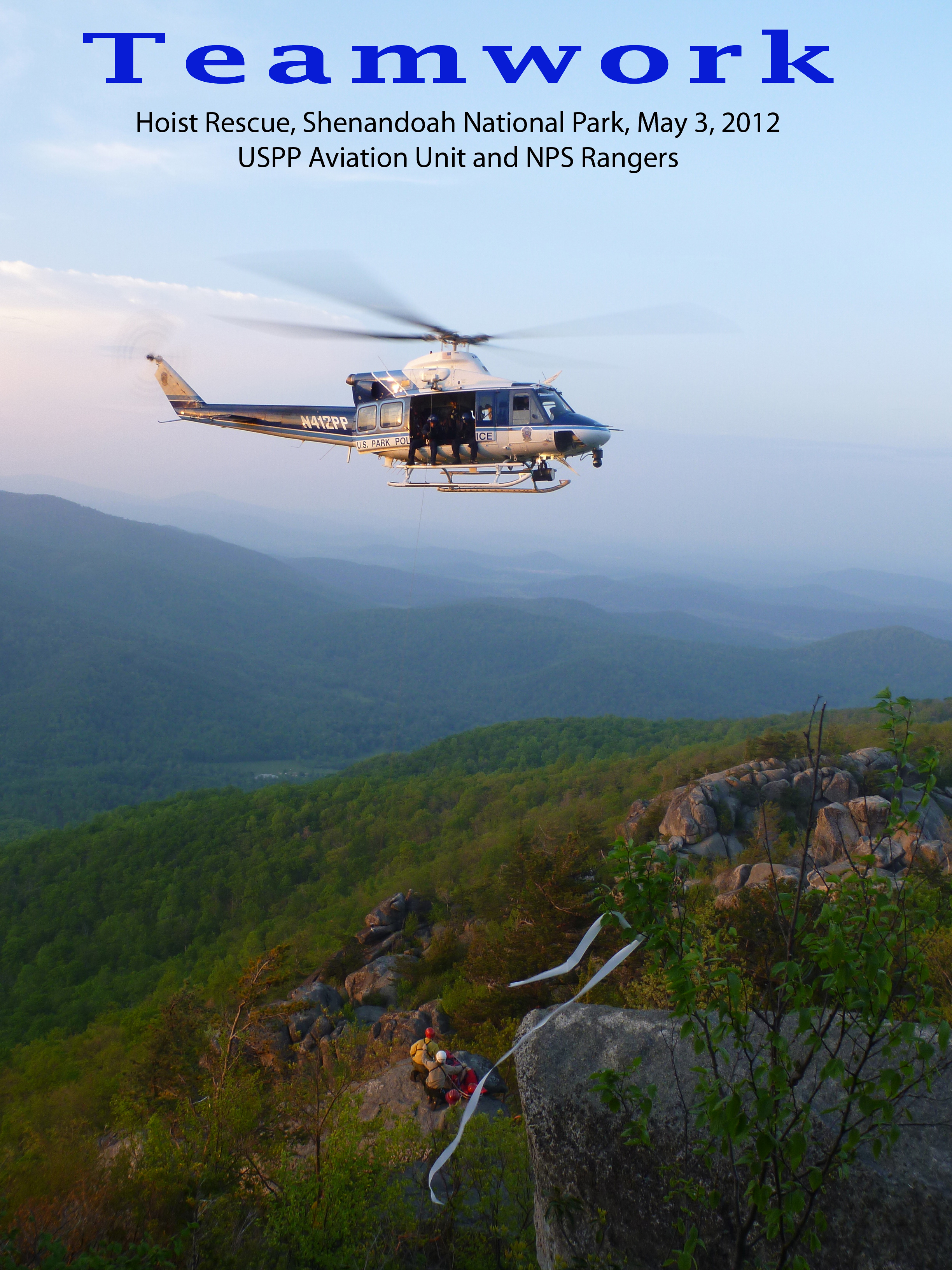
Unidad de Aviación de la Policía de Parques en el Parque Nacional Shenandoah, póster de trabajo en equipo.
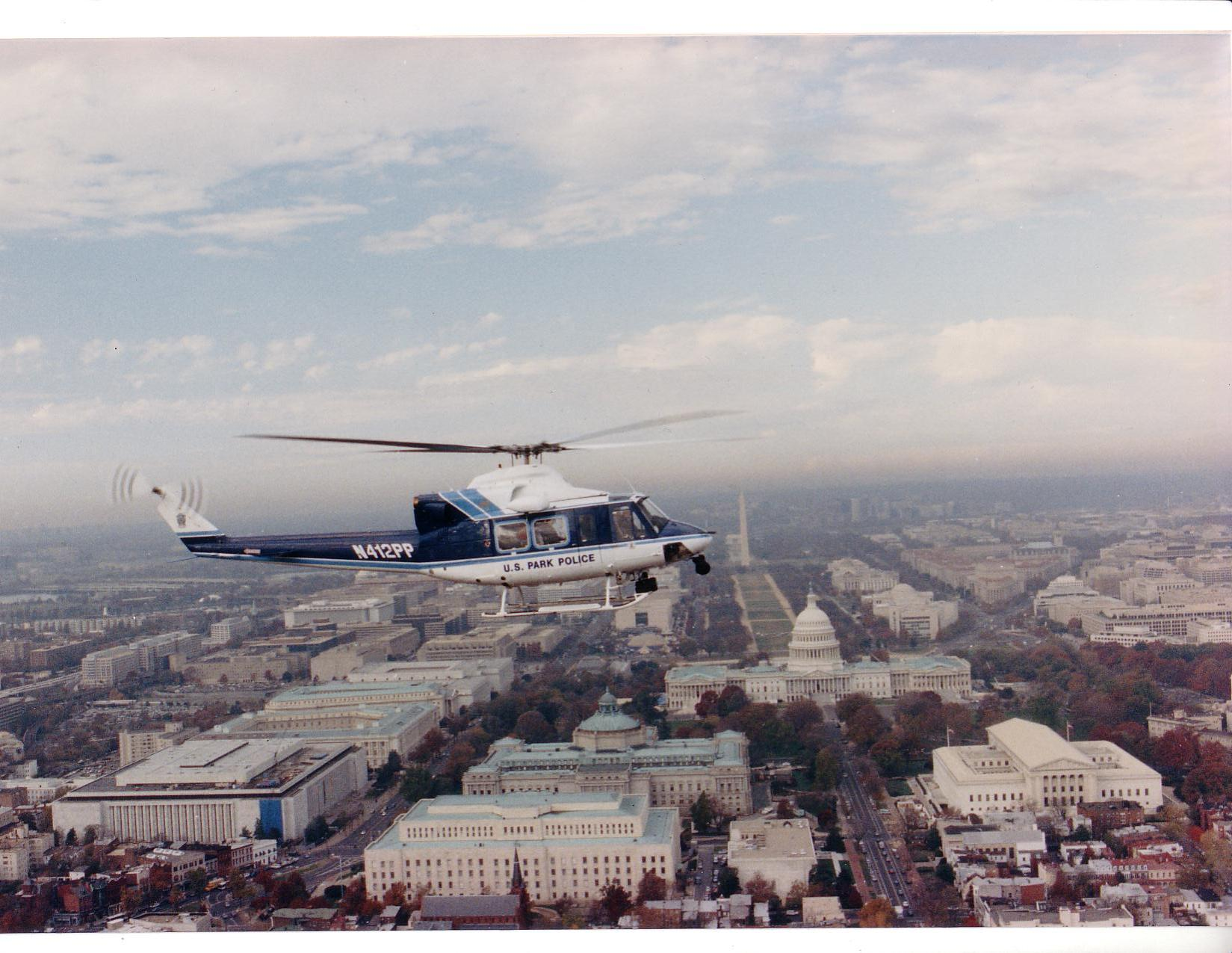
Unidad de Aviación de la Policía de Parques de patrulla por Washington, DC.

### Unidad Marítima
La Unidad de Patrulla Marítima opera en dos localidades de la Oficina de Campo de Nueva York. Una unidad trabaja en el Distrito de Liberty, situado en el puerto de Nueva York y cubre las aguas alrededor de la Estatua de la Libertad y la Isla de Ellis. La función principal en este lugar es dar apoyo a las funciones de seguridad y protección de la Policía de Parques. Esto incluye el mantenimiento del orden de una zona de seguridad de 137 metros alrededor de cada isla del puerto.
La segunda unidad cubre las aguas de la Bahía de Jamaica, que abarca 100 km² de agua alrededor de Brooklyn y Queens, y limita con el Aeropuerto Internacional JFK. Esta Unidad proporciona varios servicios como las patrullas de seguridad por el aeropuerto, la asistencia marítima, misiones de búsqueda y rescate, así como investigaciones de accidentes de navegación.
La Unidad Marítima de Nueva York dispone de una flota de varias embarcaciones que miden hasta 44 pies de eslora y parten desde motores fueraborda hasta motores diésel intraborda con propulsión a chorro.

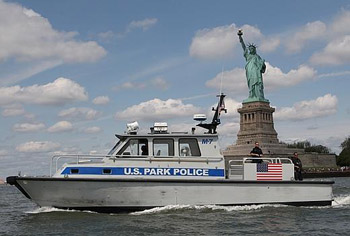
Unidad Marítima de la Policía de Parques en la Estatua de la Libertad.
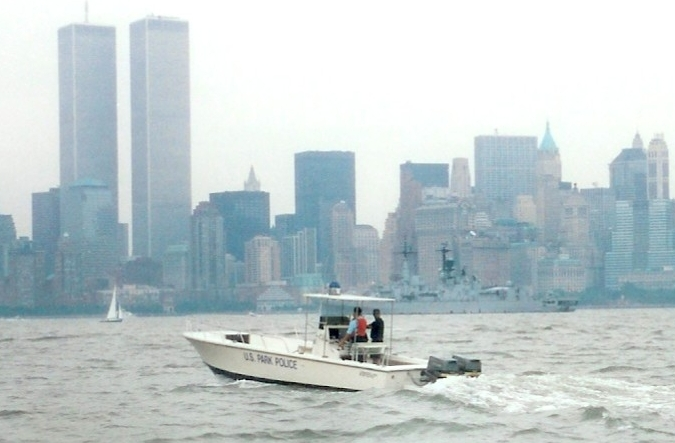
Unidad Marítima de la Policía de Parques en el río Hudson.
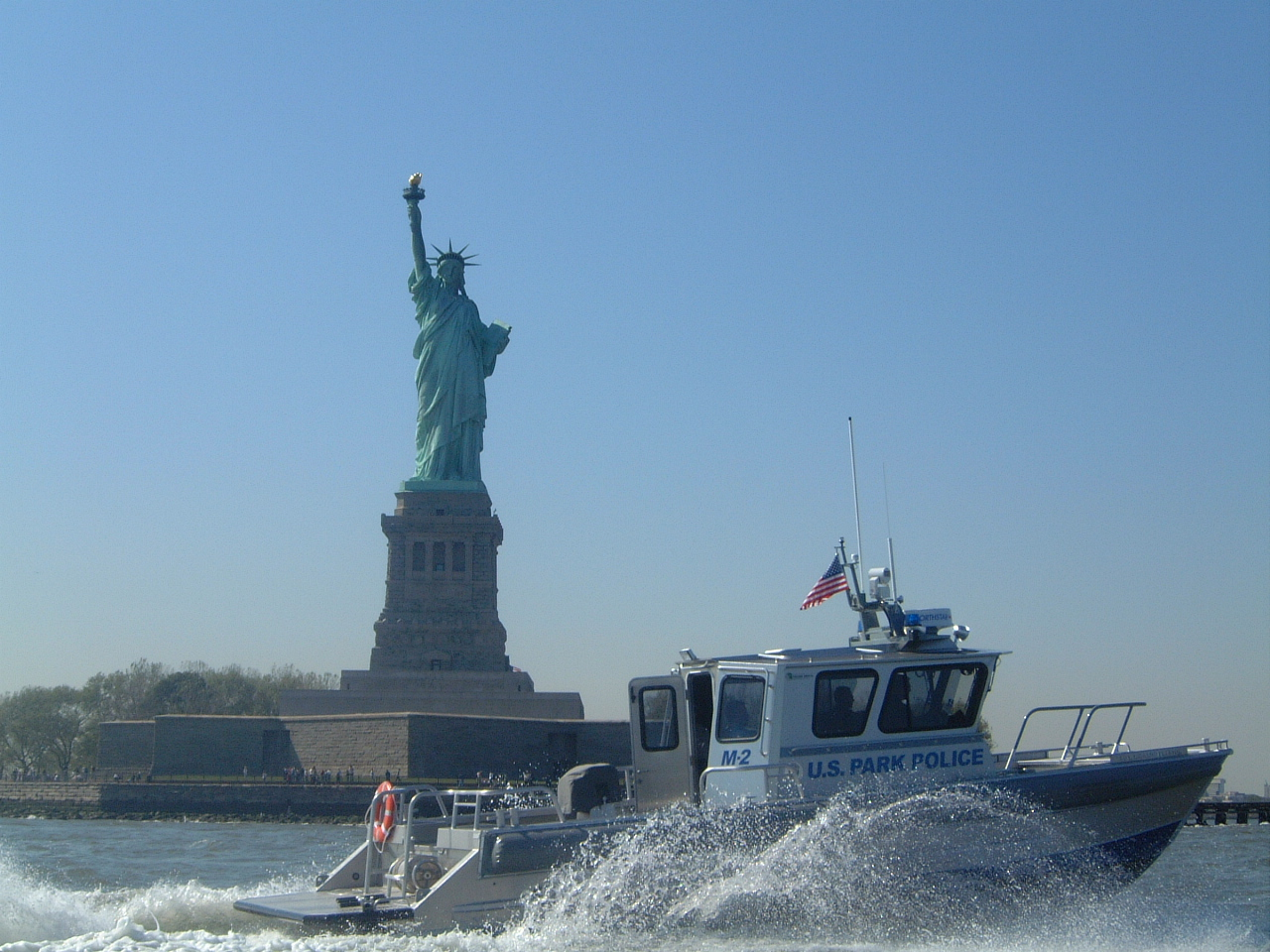
La Unidad Marítima patrulla frente a las aguas de Liberty Island.
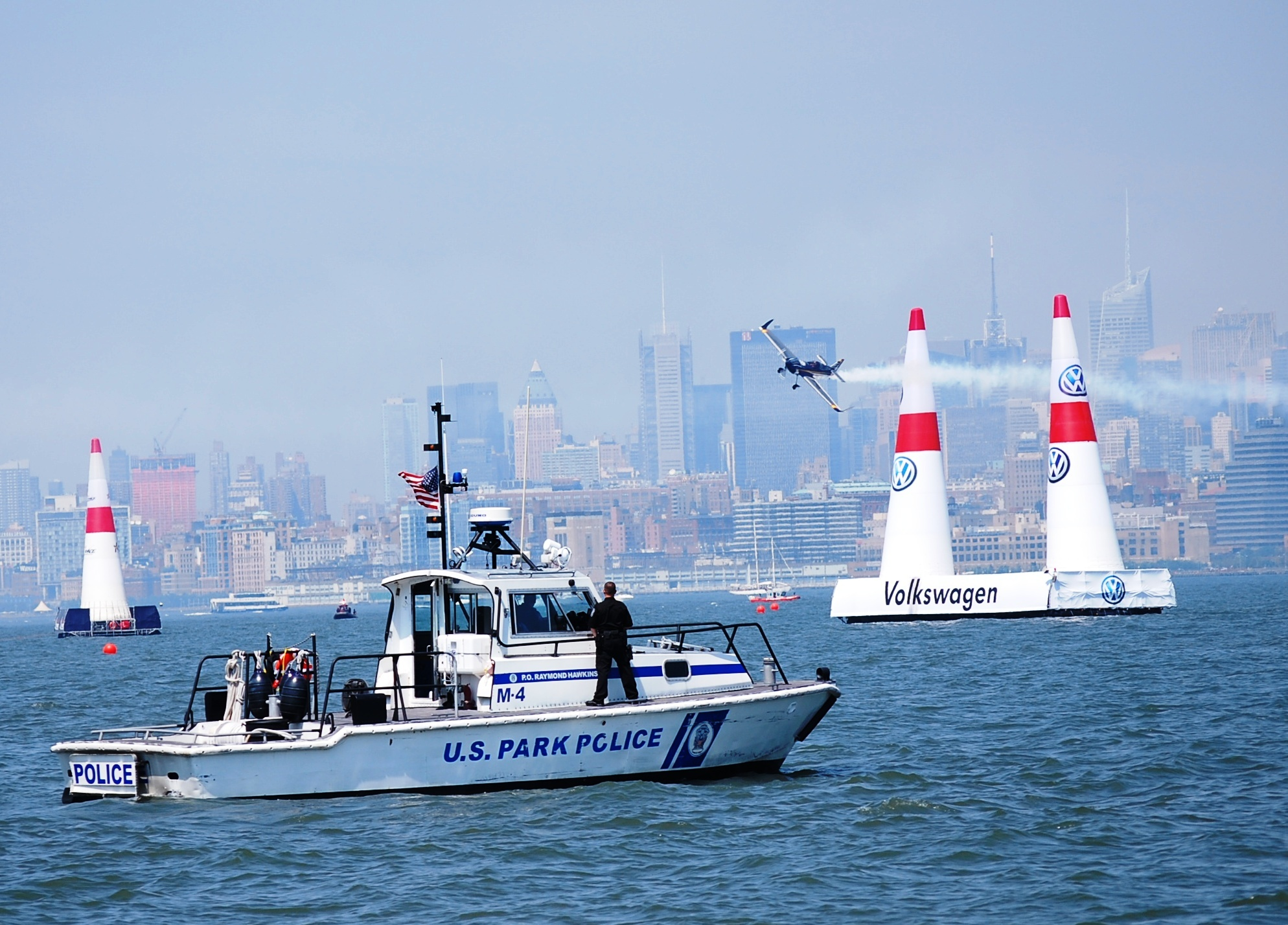
Unidad Marítima de patrulla durante el Redbull Air Show el 18 de Junio de 2010.